# War Eternal (canción)
«War Eternal» es el primer sencillo de la banda sueca-canadiense-estadounidense de death metal melódico Arch Enemy sustraído para promocionar el noveno disco de la banda con el mismo nombre el cual salió a la venta en descarga digital el 20 de marzo de 2014 cuya portada fue creado por Gustavo Sazes.

## Vídeo
Es el primer vídeo en el que participa Alissa White-Gluz (exvocalista de The Agonist) quien también dejó su banda para unirse a Arch Enemy. Simplemente aparecen todos ellos interpretando la canción en un lugar sombrío y oscuro.

## Integrantes
- Alissa White-Gluz (Vocalista)
- Michael Amott (Guitarrista Principal)
- Nick Cordle (Guitarrista)
- Sharlee D'Angelo (Bajista)
- Daniel Erlandsson (Baterista)